# 勝利の空へ
「勝利の空へ」（しょうりのそらへ）は、藤井フミヤの26枚目のシングル。2005年4月27日にソニー・ミュージックアソシエイテッドレコーズからリリースされた。

## 概要
「福岡ソフトバンクホークス」公式セレモニーソング。

## 収録曲
1. 勝利の空へ（3:10）
作詞・作曲：藤井フミヤ、編曲：増本直樹
2. 勝利の空へ（Instrumental）（3:09）